# ラモン・ノヴァロ
ラモン・ノヴァロ（ Ramón Novarro ,1899年2月6日 - 1968年10月30日）は、メキシコ出身で、1917年のサイレント映画でキャリアを開始した、アメリカ合衆国の映画、ステージ、TVで活躍した俳優である。
ラモン・ナヴァロ(Ramon Navarro)という表記の場合がある
。
1920年代から1930年代初頭まで、ボックス・オフィスの上位にいた1人だった。ノヴァロはMGMによって「ラテンの恋人」として売り出され、1926年のルドルフ・ヴァレンティノの死後は、セックス・シンボルとしてより知られるようになった。

## 来歴

### 初期の人生
ノヴァロは、本名ホセ・ラモン・ギル・サマニエゴとして1899年2月6日、医師のマリアーノ・N・サマニエーゴとレオノーラ夫妻の間に、メキシコのドゥランゴ州ドゥランゴで生まれた。17世紀にスペインブルゴスのキャスティリアン・タウンから移住してきた、直接の祖先がいた。
ラモン・ノヴァロの伝記作家アラン・エレンバーガーは、次のように記述している。
夫妻には13人の子供達がいて、一家は人々から「エデンの園」と呼ばれていた。子供達は夭折した子供1人と、エミリオ、グァダルーペ、ローザ、ラモン、レオノーラ、マリアーノ、ルス、アントニオ、ホセ、カルメン、アンヘルとエドゥアルドの12人である。1913年メキシコ革命の時、一家はドゥランゴからメキシコ・シティに移って難を逃れ、その後またドゥランゴに戻った。それから2年経過しないうちに、ラモンの姉妹のグァダルーペ、ローザ、レオノーラの3人は修道女になり、1915年に、ラモンとマリアーノの兄弟2人は、革命で暴動が続いている中で、苦労してドゥランゴを抜け出して、実現は無理と思われていた夢のために、カリフォルニア州ロス・エンジェルスに到着した。
ノヴァロには、又従姉妹になる、メキシコの女優ドロレス・デル・リオとアンドレア・パルマがいた。

### サイレント映画
1917年の映画に、わずかな出演で登場してキャリアを開始し、生活のために食料品店の店員、皿洗い、カフェのシンガー、シアターの案内人など、別の職業で働いて収入を補った。 友人でもあった、レックス・イングラム監督と女優アリス・テリー夫妻は、ルドルフ・ヴァレンティノのライバルとして　プロモートし始め、彼の名前をノヴァロに変更するよう提案した。1923年からは、より重要な役で出演するようになり、映画『スカラムーシュ』のアンドレ役は最初の成功となった。
1925年、ノヴァロは『ベン・ハー』での主演で大成功を収めた。彼の露出の多い衣装はセンセーションを引き起こし、すぐに人気俳優の位置についた。MGMでのランクは、現代を描いた映画ではジョン・ギルバートの後であったが、1926年のバレンティノの死により、ラテン系俳優ではトップになった。
また、ノヴァロはシルヴィア・オブ・ハリウッドとセラピストとしての契約をしていた（彼女の告白本では、ノヴァロが棺で眠ったと、誤った主張をしていた。）。
彼はアクション映画での、向こう見ずで熱血的な冒険家として人気があり、若い頃はロマンチックな役柄でも、重要な俳優と認められていた。ノヴァロは1927年の『思ひ出』でノーマ・シアラーと、1928年の『シンガポール』でジョーン・クロフォードと共に出演している。

### トーキー
ノヴァロの最初のトーキーは、1930年の『黎明の剣士』での歌うフランスの兵士の役だった。そして1929年ドロシー・ジャニスとの『異教徒』、1931年グレタ・ガルボとの『マタ・ハリ』、1933年マーナ・ロイとの『カイロの一夜』、1934年ルーペ・ヴェレスとの『砂漠の新月』と出演を続けた。
1935年、MGMとの契約の終了期限時に、スタジオ側はそれを更新しなかったので、ノヴァロはそれ以降は、リパブリック・ピクチャーズ、メキシコの宗教映画、そしてフランスのコメディー映画に散発的に出演していた。
1949年には、ジェニファー・ジョーンズとジョン・ガーフィールドが出演した、ジョン・ヒューストン監督の『ストレンジャーズ6』を初めとして、数本の映画に出演した。
1958年には、CBS放送の『Mr. Adams and Eve』の後番組として、TVシリーズ『The Green Peacock』への出演が検討されていたが実現しなかった。1960年代に計画されていた、ブロードウェイでノヴァロが出演する公演の計画は、テスト上演の段階で形にならなかった。ノヴァロは忙しくTV出演を続け、1968年にNBCの『ハイ・シャパラル』に、ギレルモ神父役で登場したのが、最後の出演となった。
1920年代後半から1930年代初頭にかけての、人気のピーク時には、ノヴァロは映画1本で10万ドル以上の出演料を得ていたので、一部を不動産に投資していた。そのためキャリアに翳りが見えても快適な生活を維持することが出来た。ハリウッド・ヒルズにあった住居はフランク・ロイド・ライトの息子のロイド・ライトが、1927年にデザインした有名なものだった。

### 私生活
ノヴァロは、 カトリック教会の信徒として立場と、同性愛という性的指向に対する葛藤に、生涯悩まされていて、 しばしばアルコール依存体質になっていた。
1920年代初頭にノヴァロは、LAPで先導役として働いていた作曲家のハリー・パーチと、恋愛関係を築いていたが、始まったばかりの俳優としてのキャリアを優先して、この関係を解消した。1920年代後半には、広報担当者だったジャーナリストのハーバート・ハウと、恋愛関係にあった。後日、MGMの首脳ルイ・B・メイヤーは、ノヴァロに偽装結婚を強制しようとして、拒否されたと伝えられている。
1934年にアメリカ合衆国で公開された、ロシアの監督セルゲイ・エイゼンシュテインの作品『メキシコ万歳(¡Que viva México!)』の特別上映会に、ノヴァロは、ドロレス・デル・リオ、ルーペ・ヴェレス、ジェームズ・キャグニーと共に出席した。後に、彼らはカリフォルニア州で、共産主義の宣伝に協力した、と非難された。

### 殺人による死
1968年10月30日、ノヴァロは、当時22歳のポール・ファーガソンと、17歳のトム・ファーガソン兄弟に殺された。
ノヴァロは、業者に依頼して、ローレル・キャニオンの自宅に、セックスを目的として男娼を訪問させたことがあって、兄弟2人がその時の訪問者から電話番号を聞きだしたものであった。
検察の発表によると、この殺人事件の事実関係は、以下のようなものであった。
「2人はノヴァロの邸宅には、かなりの大金が隠されていると思っていた。しかし、存在しなかった現金を隠している場所を聞き出すために、2人は数時間にわたってノヴァロに乱暴を働いて、死後に隠蔽工作をした上で、バス・ローブのポケットから奪ったわずか20ドルを手に、現場から逃走した。」
ノヴァロの死因は窒息死で、殴られて出血したことが原因で、自分の血で窒息して死に至った。ハスラーとして知られていたファーガソン兄弟は後に逮捕され、長期の懲役刑の判決を受けたが、弟のトム・ファーガソンは6年後に、兄のポール・ファーガソンは9年後に仮釈放の決定が行われた。ノヴァロの性的指向は、その死後に初めて公になったもので、裁判中に何度となくさらされ、ノヴァロ自身も裁かれる原因となった。
その後2人は、後に本件と無関係な犯罪で再逮捕され、ノヴァロの殺人事件よりも長い懲役刑を受けることになった。
1998年のインタヴューでポール・ファーガソンは、致命傷を与えたノヴァロへの、死に対する責任をようやく認めた。トム・ファーガソンは2005年3月6日に、自ら首を切って自殺したため、ノヴァロの死にどう関わっていたかは明らかになっていない。
2012年に出版された、スコッティ・バウアーズの自伝"Full Service: My Adventures in Hollywood and the Secret Sex Lives of the Stars"では、ノヴァロの死について、一般的に流布していた情報について、「ディルドが存在し、攻撃に使用されていたなら、ポール・ファーガソンの殺人事件における、もう一つの確かな証拠になる」と、信憑性に欠けると指摘している。
ラモン・ノヴァロの葬儀は、親族や知人の参列でひっそりと行われて、ロス・エンジェルス市内のカルヴァリー墓地に埋葬された。

## 業績
映画産業への貢献に敬意を表して、ハリウッド大通りのハリウッド・ウォーク・オブ・フェーム6350番にプレートが残されている。

## 出演作品

### 映画
| 公開年 | 題名 原題                                          | 役名 原表記                                      | 監督                          | 備考                                                                             |
| ------ | -------------------------------------------------- | ------------------------------------------------ | ----------------------------- | -------------------------------------------------------------------------------- |
| 1916   | ヂャンヌ・ダーク(前後篇) Joan the Woman            | Uncredited                                       | セシル・B・デミル             |                                                                                  |
| 1017   | The Jaguar's Claws                                 | Uncredited                                       | Marshall Neilan               |                                                                                  |
| 1917   | 小米国人 The Little American                       | Wounded Soldier (Uncredited)                     | セシル・B・デミル             |                                                                                  |
| 1917   | The Hostage                                        | Uncredited                                       | Robert Thornby                |                                                                                  |
| 1917   | 神に見離された女 The Woman God Forgot              | Aztec man (Uncredited)                           | セシル・B・デミル             |                                                                                  |
| 1918   | The Goat                                           | Uncredited                                       | Donald Crisp                  |                                                                                  |
| 1921   | 豪傑ベンターピン A Small Town Idol                 | Dancer                                           | Mack Sennett & Erle C. Kenton | as Ramón Samaniego                                                               |
| 1921   | The Concert                                        | Dancing shepherd (Uncredited)                    | Victor Schertzinger           |                                                                                  |
| 1921   | 黙示録の四騎士 The Four Horsemen of the Apocalypse | Guest at Ball (Uncredited)                       | レックス・イングラム          |                                                                                  |
| 1921   | Man-Woman-Marriage                                 | Dancer (Uncredited)                              |                               |                                                                                  |
| 1922   | Mr. Barnes of New York                             | Antonio                                          | Victor Schertzinger           | as Ramon Samaniego                                                               |
| 1922   | ゼンダ城の虜 The Prisoner of Zenda                 | ルパート・フォン・ヘンツォ伯爵 Rupert of Hentzau | レックス・イングラム          | as Ramon Samaniegos                                                              |
| 1922   | 心なき女性 Trifing Women                           | ヘンリ/イヴァン Henri/Ivan de Maupin             | レックス・イングラム          |                                                                                  |
| 1923   | 文化果つるところ Where the Pavement Ends           | Motauri                                          | レックス・イングラム          |                                                                                  |
| 1923   | スカラムーシュ Scaramouche                         | アンドレ・ルイ・モロー André-Louis Moreau        | レックス・イングラム          |                                                                                  |
| 1924   | 汝の名は女 （ピレネーの情火） Thy Name Is Woman    | Juan Ricardo                                     | フレッド・ニブロ              |                                                                                  |
| 1924   | アラブ The Arab                                    | Jamil Abdullah Azam                              | レックス・イングラム          |                                                                                  |
| 1924   | 紅百合 The Red Lily                                | Jean Leonnec                                     | フレッド・ニブロ              |                                                                                  |
| 1925   | 愛人の誓 A Lover's Oath                            | Ben Ali                                          | フェルディナンド・P・アール   | (lost; but A.M.P.A.S. has 25 feet of this film)                                  |
| 1925   | 海軍士官候補生 The Midshipman                      | Dick Randall                                     | クリスティ・キャバンヌ        |                                                                                  |
| 1925   | ベン・ハー Ben-Hur                                 | ベン・ハー Judah Ben-Hur                         | フレッド・ニブロ              |                                                                                  |
| 1927   | 恋人 Lovers?                                       | José                                             | ジョン・M・スタール           |                                                                                  |
| 1927   | The Road to Romance                                | José Armando                                     | ジョン・S・ロバートソン       |                                                                                  |
| 1927   | 思ひ出 The Student Prince in Old Heidelberg        | カール・ハインリッヒ Crown Prince Karl Heinrich  | エルンスト・ルビッチ          | ( 別名：『学生王子』 )                                                           |
| 1928   | シンガポール Across to Singapore                   | Joel Shore                                       | ウィリアム・ナイ              |                                                                                  |
| 1928   | A Certain Young Man                                | Lord Gerald Brinsley                             | ホバート・ヘンリー            |                                                                                  |
| 1928   | Forbidden Hours                                    | His Majesty, Michael IV                          | Harry Beaumont                |                                                                                  |
| 1929   | 黎明の剣士 Devil-May-Care                          | Armand                                           | シドニー・フランクリン        | 初トーキー                                                                       |
| 1929   | 異教徒 The Pagan                                   | Henry Shoesmith, Jr.                             | W・S・ヴァン・ダイク          |                                                                                  |
| 1929   | 大飛行艦隊 The Flying Fleet                        | Ens./Ltjg Tommy Winslow                          | ジョージ・ヒル                |                                                                                  |
| 1930   | The March of Time                                  | Himself                                          | Charles Reisner               | (Unfinished film)                                                                |
| 1930   | 肉体の呼ぶ声 Call of the Flesh                     | Juan de Dios                                     | チャールズ・ブレイビン        | (French version:Le chanteur de Séville) (Spanish version :Sevilla de mis amores) |
| 1930   | 月光の曲 In Gay Madrid                             | Ricardo                                          | ロバート・Z・レナード         |                                                                                  |
| 1931   | あけぼの Daybreak                                  | Willi Kasder                                     | ジャック・フェデー            |                                                                                  |
| 1931   | 印度の寵児 Son of India                            | Karim                                            | ジャック・フェデー            |                                                                                  |
| 1931   | マタ・ハリ Mata Hari                               | アレクシス・ロサノフ Lt. Alexis Rosanoff         | ジョージ・フィッツモーリス    |                                                                                  |
| 1932   | 散り行く魂 The Son-Daughter                        | Tom Lee/Prince Chun                              | クラレンス・ブラウン          |                                                                                  |
| 1932   | 若き血に燃ゆる頃 Huddle                            | Antonio "Tony" Amatto                            | サム・ウッド                  |                                                                                  |
| 1933   | カイロの一夜 A Night in Cairo                      | Jamil El Shehab                                  | サム・ウッド                  |                                                                                  |
| 1934   | 砂漠の新月 Laughing Boy                            | Laughing Boy                                     | W・S・ヴァン・ダイク          |                                                                                  |
| 1934   | 猫と提琴 The Cat and the Fiddle                    | Victor Florescu                                  | ウィリアム・K・ハワード       |                                                                                  |
| 1935   | 春の宵 The Night Is Young                          | Archduke Paul "Gustl" Gustave                    | ダドリー・マーフィ            |                                                                                  |
| 1936   | Against the Current                                | -                                                | ラモン・ノヴァロ              | Director, writer                                                                 |
| 1937   | The Sheik Steps Out                                | Ahmed Ben Nesib                                  | アーヴィング・ピチェル        |                                                                                  |
| 1938   | A Desperate Adventure                              | André Friezan                                    | ジョン・H・オーア             | Alternative title: It Happened in Paris                                          |
| 1940   | La comédie du bonheur                              | Félix                                            | Marcel L'Herbier              | (Italian version:La comédie du bonheur)                                          |
| 1949   | ストレンジャーズ6 We Were Strangers                | チーフ Chief                                     | ジョン・ヒューストン          |                                                                                  |
| 1949   | 仮面の報酬 The Big Steal                           | オルテガ警部 Inspector General Ortega            | ドン・シーゲル                |                                                                                  |
| 1950   | 危機の男 Crisis                                    | カーネル・アドラゴン Colonel Adragon             | リチャード・ブルックス        |                                                                                  |
| 1950   | 幌馬車隊 Outriders                                 | ドン・アントニオ Don Antonio Chaves              | ロイ・ローランド              |                                                                                  |
| 1960   | 西部に賭ける女 Heller in Pink Tights               | ドン・レオン De Leon                             | ジョージ・キューカー          |                                                                                  |

### テレヴィジョン
| 放映年    | 題名 原題                                  | 役名 原表記                  | 備考                                 |
| --------- | ------------------------------------------ | ---------------------------- | ------------------------------------ |
| 1958      | ディズニーランド Disney's Wonderful World  | Don Esteban Miranda          | 2 episodes                           |
| 1962      | スリラー Thriller                          | Maestro Giuliano             | Episode: "La Strega"                 |
| 1964      | ドクター・キルデア Dr. Kildare             | Gaspero Paolini              | 3 episodes                           |
| 1964-1965 | コンバット! Combat!                        | Charles Gireaux Count De Roy | 2 episodes                           |
| 1965      | ボナンザ Bonanza                           | Jose Ortega                  | Episode: "The Brass Box"             |
| 1967      | 0088/ワイルド・ウエスト The Wild Wild West | ドン・トーマス Don Tomas     | Episode: "The Night of the Assassin" |
| 1968      | ハイ・シャパラル The High Chaparral        | ギレルモ神父 Padre Guillermo | Episode: "A Joyful Noise"            |

## 関連する出版物とステージ作品
- "The Murder of Ramon Vasquez" - Short story by Charles Bukowski.
- "Tango" - Song by Jerry Leiber and Mike Stoller ,recorded by Peggy Lee on her Mirrors album.
- "Novarro's murder" - Essay by Joan Didion, on The White Album.
- "Through a Naked LensIn late" - The play by George Barthel,in late 2005,at the "Wings Theatre in New York City staged.
- "Ramón Novarro" - Biographie by Allan R. Ellenberger.
- "Beyond Paradise: The Life of Ramón Novarro" - Biographie by André Soares.
- "The Ghost of Mr. Ramon Novarro" - the play by Pavlos Matesis,first staged at "the National Theatre" of Greece in 1973

## 伝記関係の出版物
- Ramírez, Gabriel (1989). Crónica del cine mudo mexicano.. México: Cineteca Nacional.. ISBN 968-805-416-X
- Orozco, Federico (1996). Albores del cine mexicano.. Editorial Clío. ISBN 968-6932-45-3
- Ellenberger, Allan R. (1999). Ramon Novarro: A Biography of the Silent Film Idol, 1899-1968, with a Filmography.. New York: McFarland & Co.. ISBN 0-5331-3396-3
- Soares, André (1999). Beyond Paradise: A Biography of Ramón Novarro.. New York: St. Martin's Press